# Сабуриха (Костромская область)
Сабу́риха — деревня в составе Зебляковского сельского поселения Шарьинского района Костромской области России.

## География
Расположена на главном ходе Транссибирской магистрали.
Деревня упоминается в 5ой ревизия 1795 года. В 18 веке относилась к вотчине князей Репиных. В конце 18 века стала принадлежать купцам Лугининым

## Население
| 2008 | 2010 | 2014 |
| ---- | ---- | ---- |
| 10   | ↘5   | ↘4   |